# Alfonso Gómez Gómez
Alfonso Gómez Gómez (Galán (Santander), 12 de marzo de 1921-Bucaramanga, 17 de abril de 2013) fue un político, educador, intelectual, diplomático y abogado colombiano.

## Biografía
Inició su educación en la escuela pública de su aldea natal. La continuó en colegios de Zapatoca, San Gil, Socorro y Tunja, para recibirse de bachiller en el colegio Salesiano León XIII de Bogotá.
Abogado (egresado de la Universidad Libre de Bogotá en 1947), en funciones de juez Municipal del Socorro (1947-1948), como magistrado del Tribunal Administrativo de Santander (1948-1950); fue también concejal en los municipios de Galán, Zapatoca, San Vicente y Bucaramanga, dos veces alcalde de Bucaramanga (1975-1976 y 1990-1992), diputado ante la Asamblea de Santander (1943-1945), dos veces gobernador de Santander en el gobierno de Carlos Lleras Restrepo (1969-1970) y en el gobierno de Julio César Turbay (1978-1981), representante a la Cámara (1958-1966) y senador de la República (1966-1990); y Ministro de Gobierno (1983-1984) en el gobierno de Belisario Betancur. De su importante labor parlamentaria merece destacarse la autoría de la Ley que creó y ordenó construir la Central Hidroeléctrica del Río Sogamoso, y su actuación como Ponente de la Reforma Constitucional de 1968. Es recordado también por haber sido el primer alcalde que introdujo la cremación de cadáveres en Colombia, y por ser el pionero de la educación mixta (ambos sexos) que se estableció en el Instituto Caldas a partir de 1968 ante el asombro de los sectores más conservadores de la sociedad de la época.
En la diplomacia fue miembro de la delegación ante la Asamblea General de la ONU en 1985, embajador en la Unión Soviética (1971-1973), en la República Popular China (1983) y en la República Oriental del Uruguay (1987-1989), dejando en todas ellas la estela de su prestancia intelectual.
Como educador, actividad en la cual se acrisolaron sus particulares méritos, dedicó gran parte de su vida a las juventudes en dos de sus mejores realizaciones: Desde 1952 el Instituto Caldas (Colegio de preescolar, primaria y bachillerato), y a partir de 1968 la Universidad Autónoma de Bucaramanga UNAB, de los cuales fue cofundador y directivo, en donde su presencia tutelar fue con el paso de los años troquelando la impronta de su amor por la tierra que lo vio nacer, a la cual dio lo mejor de sí en acción permanente de ferviente altruismo. Ambas son emblemáticas instituciones sin ánimo de lucro.
Fue Individuo Correspondiente de la Academia Colombiana de la Lengua, Presidente Honorario de la Academia de Historia de Santander y comentarista permanente del diario Vanguardia Liberal, de Bucaramanga, por más de cincuenta años.
Alfonso Gómez Gómez murió el 17 de abril de 2013, de un paro cardíaco cuando descansaba en su casa.

## Familia
Se casó con María Elmira Bohórquez Núñez y fueron sus hijos: María Susana, Sara Inés, María Victoria, Tiberio y Eulalia. Sus nietos son Sara Elena y Silvia Ardila Gómez, Sebastián Alfonso Gómez Vega, Nicolás y Matías Gómez Buitrago.

## Obras
Algunas de sus obras publicadas son:
- Testimonios de un gobernador
- Mirada profunda a un mundo cambiante
- El seminarista de los ojos tristes
- Alfonso Gómez Gómez: Apuntes para una biografía

## Homenajes
El colegio de su nativo Galán, ostenta su nombre.